# Communauté de communes du Pays Chauvinois
Die Communauté de communes du Pays Chauvinois ist ein ehemaliger französischer Gemeindeverband mit der Rechtsform einer Communauté de communes im Département Vienne in der Region Nouvelle-Aquitaine. Sie wurde am 27. Dezember 1993 gegründet und umfasste zehn Gemeinden. Der Verwaltungssitz befand sich im Ort Chauvigny.

## Historische Entwicklung
Mit Wirkung vom 1. Januar 2017 wurde der Gemeindeverband aufgelöst und seine Mitgliedsgemeinden auf die Grand-Poitiers Communauté d’agglomération und die Communauté de communes Vienne et Gartempe verteilt.

## Ehemalige Mitgliedsgemeinden
1. Chapelle-Viviers
2. Chauvigny
3. Fleix
4. Jardres
5. Lauthiers
6. Leignes-sur-Fontaine
7. Paizay-le-Sec
8. La Puye
9. Sainte-Radégonde
10. Valdivienne